# Lyzeum der Griechinnen
Das Lyzeum der Griechinnen (griechisch Λύκειον των Ελληνίδων) ist ein 1911 von Kalliroi Parren gegründeter gemeinnütziger Verein zur Bildung und Emanzipation der Frauen in Griechenland sowie zum Erhalt der griechischen Tradition. Vorbild für den Verein waren andere europäische Lyceum-Clubs.

## Geschichte

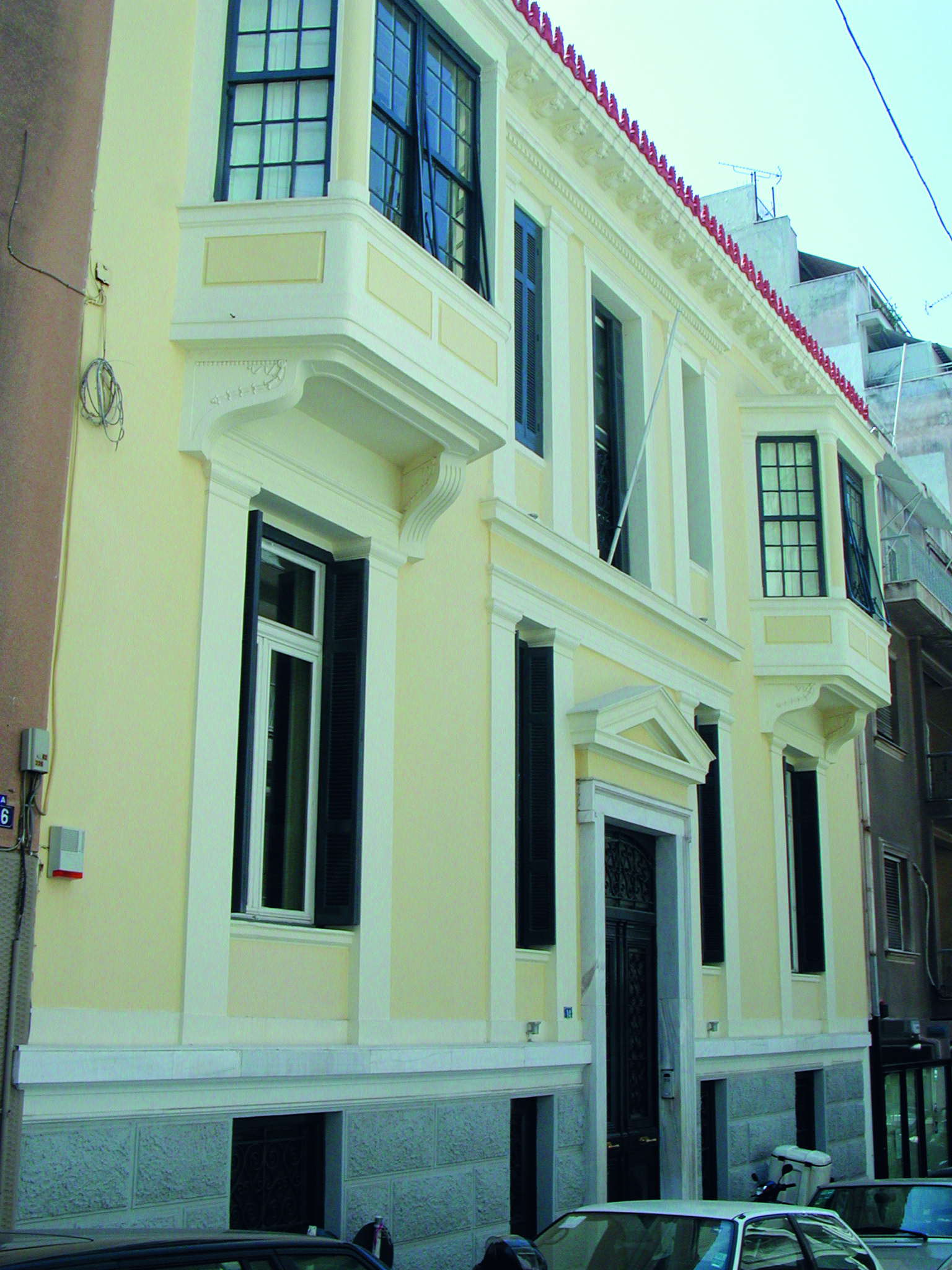
Sitz des Vereins Lyzeum der Griechinnen in Athen

Das Lyzeum der Griechinnen blickt auf eine über 110 Jahre andauernde Geschichte zurück. Es ist die erste organisierte Frauenvereinigung Griechenlands, die sowohl in Athen als auch durch Zweigstellen in der Provinz, so lange ununterbrochen am sozialen und kulturellen Leben des Landes teilnimmt. Gegründet wurde der gemeinnützige Verein 1911 von sieben Frauen, die der intellektuellen Elite des Landes angehörten. Zu den Gründerinnen gehörte auch die Archäologin Anna Apostolaki. Ein königlicher Erlass ratifizierte seine Gründung. Seitdem stützt er sich auf die ehrenamtliche Arbeit seiner Mitglieder.
Die Vereinsgründerin Kalliroi Parren war schon vor 1911 für Frauenrechte aktiv. Sie und ihre Nachfolgerin Anna Triantafyllidou prägten den Verein maßgeblich und richtungsweisend. Das Lyzeum der Griechinnen war in verschiedenen Bereichen tätig. In seiner Anfangszeit leistete der Verein sowohl beim sozialen Engagement als auch bei der Emanzipation der Frauen Pionierarbeit. So unterstützte er bei militärischen Konflikten wie den Balkankriegen, dem Ersten Weltkrieg und dem Griechisch-Türkischen Krieg 1919 die Menschen durch die Organisation von Krankenhäusern, die Hilfe der Familien von Wehrdienstleistenden und durch die Arbeitsvermittlung für Geflüchtete. Parallel dazu richtete der Verein Alphabetisierungskurse für Frauen ein, um gleiche Chance der Geschlechter in der Bildung, Gesundheit und Arbeit zu fördern. Zum Erhalt der griechischen Sitten und Gebräuche wurden Volkstanzgruppen ins Leben gerufen, Trachten gesammelt, griechische Tänze aufgeführt und griechische Puppen für Kinder hergestellt. Das Lyzeum der Griechinnen organisierte ab 1914 dreißig Jahre lang Festivals in Athen, in denen die Geschichte Griechenlands in der Zeit der Antike, des Byzanz und der Neuzeit dargestellt wurden. 1921 organisierte das Lyzeum der Griechinnen den ersten nationalen Frauenkongresses.
Während des Zweiten Weltkriegs unterstützte der Verein Krankenhäuser und half beim Briefverkehr zwischen den kämpfenden Soldaten und ihren Familien.
Ab den 50er Jahren reiste die Tanzgruppe, die bis heute ausschließlich aus Laien besteht, auch ins Ausland, wo sie mehrfach Preise bei Folklore-Festivals gewann.
Seit 1964 spielt das Lyzeum der Griechinnen auch eine entscheidende Rolle bei der Zeremonie zur Entzündung des Olympischen Feuers, die vor Olympischen Spielen in Griechenland stattfindet. Der Verein ist beteiligt an der Choreografie der der Antike nachempfundenen feierlichen Tanz- und Entzündungsfeier.
Auf der Website des Lyzeums der Griechinnen wird dessen Ziel folgendermaßen zusammengefasst:

«Με αφετηρία και σκοπό τη μελέτη, διατήρηση και ενδυνάμωση των ελληνικών εθίμων και παραδόσεων, καθώς και την ισότητα των φύλων, η αποστολή του Λυκείου των Ελληνίδων παραμένει στα βασικά σημεία της αναλλοίωτη μέχρι σήμερα.»

„Ausgehend von und mit dem Ziel des Studiums, der Bewahrung und Stärkung griechischer Bräuche und Traditionen sowie der Gleichstellung der Geschlechter ist der Auftrag des Lyzeums der Griechinnen bis heute in seinen Grundzügen unverändert geblieben.“

Der Sitz des Lyzeums der Griechinnen befindet sich seit 1935 in einem neoklassischen Gebäude im Athener Stadtteil Kolonaki, Dimokritou Straße 14. Seit 2024 ist Maria Papamarkou Präsidentin des Vereins.

## Aktuelle Aktivitäten
Im 21. Jahrhundert organisiert das Lyzeum weiterhin Unterricht in traditionellen Tänzen, Perkussion, Chor und Malerei. Für in Griechenland lebende und arbeitende Menschen aus anderen Ländern werden Kurse in griechischer Sprache und Kultur angeboten.
Der Verein gibt seit seiner Gründung auch Bücher und Bildbände heraus, organisierte Vorträge und Ausstellungen, die in Zusammenhang mit den griechischen Sitten und Gebräuchen stehen. Darüber hinaus verfügt das Lyzeum über eine Bibliothek und ein Fotoarchiv zur Volkskunst.
Das Lyzeum der Griechinnen unterhält eine eigene Tanzgruppe, die im In- und Ausland traditionelle griechische Tänze aufführt, und seit 1991 werden auch Programme zur Tanzpädagogik angeboten. Außerdem wurde ein weit gestreutes Netzwerk mit 56 Zweigstellen in Griechenland und 14 im Ausland aufgebaut und gepflegt, um die griechische Tradition auch in der Diaspora zu unterstützen. Zu den wichtigsten Aufgaben der Büros im Ausland zählen neben der Pflege des kulturellen Erbes auch die Betonung der Rolle der griechischen Frauen in der Diaspora sowie die Förderung des Austauschs zwischen den dort lebenden Griechinnen und Griechen und den einheimischen Bürgerinnen und Bürgern. So gibt es im deutschsprachigen Raum ein Büro in München, das auch eine griechische Tanzgruppe hat, und ein Büro in Wien. Außerdem existieren Büros in Belgien, Ägypten, den USA, Australien, Tschechien, Südafrika, Schweden, Kanada und in der Ukraine.
1988 wurde vom Verein das Museum für Trachten des Lyzeums der Griechinnen (Μουσείο Ενδυμασίας Λυκείου των Ελληνίδων (ΜΕΛΕ)) in Athen gegründet, das sich in der Dimokritou Straße 7 befindet. Es beherbergt eine Sammlung traditioneller griechischer Trachten für Männer und Frauen, die zum Teil bei den historischen Festivals des Lyzeums in der ersten Hälfte des 20. Jahrhunderts gezeigt und dann gespendet wurden.

## Auszeichnungen
2012 wurde das Lyzeum der Griechinnen als beratende Organisation des Interstaatlichen UNESCO-Ausschusses zum Schutz des immaterielle Kulturerbes zertifiziert.
Zweimal wurde das Lyzeum von der Akademie von Athen ausgezeichnet.